# Отечество (партия)
«Оте́чество» (эст. Isamaa) — консервативная политическая партия в Эстонии, созданная в 2006 году путём объединения правых оппозиционных партий «Исамаалийт» и Res Publica. Председателем партии является Хелир-Валдор Сеэдер. Символом партии является стилизованная восьмиконечная звезда (октаграмма, сдвоенный крест). На парламентских выборах 2007 года получила 17,9 % голосов и 19 мест в Рийгикогу, после чего вошла во второе правительство А. Ансипа, получив 5 министерских мест. Партия входит в тройку самых больших партий Эстонии (8950 членов по состоянию на 27 февраля 2008 года). В Европейском парламенте представлена одним депутатом, Рихо Террасом. На парламентских выборах 2011 года партия получила 20,5 % голосов и 23 места. Была переименована из «Союз Отечества и Res Publica» в партию «Отечество» 2 июня 2018 года, на конгрессе партии.

## История

### «Исамаалийт» («Союз Отечества»)
Партия была основана 2 декабря 1995 года в результате слияния Партии национальной независимости Эстонии (Eesti Rahvusliku Sõltumatuse Partei, ERSP) и Национальной коалиционной партии «Отечество» (Rahvuslik Koonderakond «Isamaa»). Некоторая часть основателей партии была диссидентами при Советской власти и принимала активное участие в движении за национальную независимость в конце 1980-х — начале 1990-х годов. Национальная коалиционная партия «Отечество» была основана в сентябре 1992 года, после объединения четырёх избирательных союзов:
- Христианско-демократическая партия (Kristlik-demokraatlik Erakond)
- «Христианско-демократический союз» (Kristlik-Demokraatlik Liit)
- Консервативная народная партия (Konservatiivne Rahvaerakond),
- Республиканская коалиционная партия (Vabariiklaste Koonderakond).

Три последних образовали в 1994 году Национальную коалиционную партию «Отечество», Либерально-демократическая партия (Liberaaldemokraatlik Partei), принимавшая участие в избирательном союзе, в объединение не вошла.
Тойво Юргенсон (Toivo Jürgenson) был избран первым председателем партии и оставался на этом посту до 1998 года, когда стал министром транспорта и связи.

#### Участие в правительстве
Март Лаар, историк, бывший председатель Национального альянса «Отечество» и премьер-министр Эстонии (1992—1994) избран новым председателем партии 24 октября 1998 года.
Парламентские выборы 1999 года были удачными для партии и принесли ей 18 мест. Лидер партии, Март Лаар вновь стал премьер-министром. Коалиционное правительство оставалось у власти до 28 января 2002 года.
Партия «Исамаалийт» является коллективным членом Европейской народной партии (EPP), имеет одно место в Европейском Парламенте, которое занимает Тунне Келам, председатель партии с 7 декабря 2002 года по 16 апреля 2005 года.
На парламентских выборах 2003 года партия получила 7 мест в Рийгикогу (парламент) и до следующих выборов находилась в оппозиции.
Официальная газета партии «Трибюн» (Tribüün) издавалась с 2001 года.
На местных выборах осенью 2005 года «Исамаалийт» заключила 6 июля 2005 года союз с «Объединением хуторян» (Põllumeeste Kogu) и Эстонской демократической партией (Eesti Demokraatlik Partei) 12 июля 2005 года. Местные выборы 16 октября 2005 года показали растущую поддержку партии. Представительство в Таллинском городском собрании выросло с 0 до 7 мест, а в Тарту осталось на прежнем уровне — 9 мест.

### Res Publica
Зарегистрирована в качестве партии 8 декабря 2001 года. Политическая организация Res Publica была основана в начале 1989 года и существовала в виде общества молодых консерваторов в течение 1990-х годов. Партия являлась коллективным членом Европейской народной партии.
Последним лидером партии до объединения с Исамаалийт являлся Таави Вескимяги, бывший министр финансов. Прежний председатель Юхан Партс был также премьер-министром (с 10 апреля 2003 по 23 марта 2005). Res Publica имела самую большую фракцию в Рийгикогу (эстонский парламент) созыва 2003 года — 28 мест из 101.

## Инициативы
13 января 2025 года партия инициировала законопроект о закрытии эстонско-российской границы. Лидер партии Урмас Рейнсалу обосновал законопроект несколькими гибридными атаками, которые, по его словам, Россия организовала против Эстонии и её стран-союзниц.